# Recombineering
Recombineering (da recombination engineering, ingegneria di ricombinazione) è una tecnica di modificazione del DNA basata sulla ricombinazione omologa dell'Escherichia coli.
In particolare, il sistema di ricombinazione omologa è alquanto diverso da quello classico dell'ospite batterico basato sulle proteine RecBCD e RecA. Il sistema di ricombinazione omologa impiegato nel recombineering è caratterizzato da un'attività esonucleasica, rappresentata dalla proteina Redalpha (5'>3' esonucleasi) e da un'attività di annealing rappresentata da Redbeta. Entrambe queste proteine sono codificate dal fago lambda (geni exo e bet rispettivamente). Una terza proteina (Redgama, codificata dal gene gam) incrementa l'efficacia di questo sistema inibendo un'attività esonucleasica dell'ospite (RecBCD). In alternativa a questo sistema è possibile utilizzare quello basato sulle proteine RecE e RecT. Tale sistema, pur non essendo del tutto simile a quello basato su Redalpha e Redbeta, condivide le stesse attività enzimatiche con il sistema Redalpha/Redbeta.
La principale caratteristica della ricombinazione omologa che avviene durante la reazione di recombineering, è la presenza di regioni di omologia al DNA in cui ricombinare, piccole fino a 30 nucleotidi, su entrambi i lati del DNA ricombinante. Questa regione di omologia può essere facilmente inserita in oligonucleotidi usati per amplificare mediante PCR il DNA ricombinante. La metodologia di recombineering sta man mano soppiantando quella basata sull'uso di enzimi di restrizioni e DNA ligasi per ingegnerizzare il DNA. Questo in particolar modo quando il DNA da modificare è rappresentato da grossi costrutti come BAC, PAC, DNA cromosomico, ecc.
Nel giugno 2024 è stata sperimentata una tecnica che per la prima volta utilizza l'RNA come ponte tra la sequenza di DNA da inserire e il punto di inserzione. L'rna si piega in due anelli legati alle due sequenze di DNA che sono programmabili in modo indipendente l'una dall'altra.